# حکیم بزرگ
ماهاراشی 
(به تلوگویی: Maharshi) یا حکیم بزرگ (به انگلیسی: Great sage) فیلمی هندی محصول سال ۲۰۱۹ و به کارگردانی وامشی پایداپالی است. در این فیلم بازیگرانی همچون ماهش بابو، پوجا هگده، آلاری نارش، جاگاپاتی ببو، کوتا سرینیواسا راو، پراکاش راج، آنانیا، نثار و موکش ریشی ایفای نقش کرده‌اند.